# Ronald Drever
Ronald William Prest Drever (Paisley, 26 de outubro de 1931 – 7 de março de 2017) foi um físico escocês. Professor emérito do Instituto de Tecnologia da Califórnia.

## Vida
Ele foi professor emérito no Instituto de Tecnologia da Califórnia, cofundador do projeto LIGO e coinventor da técnica Pound-Drever-Hall para estabilização a laser, bem como do experimento Hughes-Drever. Este trabalho foi fundamental na primeira detecção de ondas gravitacionais em setembro de 2015.
Drever morreu em 7 de março de 2017, aos 85 anos, sete meses antes de seus colegas Rainer Weiss, Kip Thorne, e Barry Barish ganharem o Prêmio Nobel de Física por seu trabalho sobre a observação de ondas gravitacionais.  O trio de Drever, Thorne e Weiss compartilhou vários prêmios importantes de física em 2016, então acredita-se que Drever teria ganhado o Prêmio Nobel no lugar de Barry Barish se ele não tivesse morrido antes que o Comitê do Nobel tomasse sua decisão.
Foi eleito membro da Academia de Artes e Ciências dos Estados Unidos em 2002.

## Carreira e pesquisa
Depois de receber seu PhD da Universidade de Glasgow em 1959, Drever iniciou o projeto de Glasgow para detectar ondas gravitacionais nos anos sessenta, após o qual ele estabeleceu o primeiro grupo de pesquisa dedicado a ondas gravitacionais da Universidade em 1970. No mesmo ano, Drever foi recrutado para formar um programa de ondas gravitacionais no Caltech. Em 1984, Drever deixou Glasgow para trabalhar em tempo integral na Caltech.
As contribuições de Drever para o projeto e implementação dos interferômetros LIGO foram criticamente importantes para sua capacidade de funcionar no domínio da sensibilidade extrema necessária para a detecção de ondas gravitacionais (10−23 deformação).
O trabalho final de Drever envolveu o desenvolvimento de tabelas ópticas levitadas magneticamente para isolamento sísmico de aparelhos experimentais.

## Publicações
- R. W. P. Drever, G.M. Ford, J. Hough, I.M. Kerr, A.J. Munley, J.R. Pugh, N.A. Robertson, H. Ward: A gravity wave detector using optical cavity sensing, in: Schmutzer (Ed.), Proc. 9. Int. Conf. Gen.Rel. Grav., Jena 1980, S. 265–267
- R. W. P. Drever, J. L. Hall, F. V. Kowalsky, J. Hough, G. M. Ford, A. J. Munley, H. Ward: Laser phase and frequency stabilization using an optical resonator, Appl. Phys. B, Vol. 31, 1983, S. 97–105